# The White Tiger (película de 2021)
The White Tiger es una película dramática de 2021 escrita y dirigida por Ramin Bahrani. La película está protagonizada por Adarsh Gourav (en su primer papel principal), Priyanka Chopra y Rajkummar Rao. La película fue producida por Mukul Deora y Ramin Bahrani, y con los productores ejecutivos Chopra, Prem Akkaraju y Ava DuVernay. Una adaptación de la novela homónima de 2008 de Aravind Adiga, la historia trata sobre Balram, que proviene de un pueblo indio pobre y usa su ingenio y astucia para escapar de la pobreza.
Adiga publicó su libro y decidió adaptarlo a una película a finales de 2010, con los derechos vendidos al productor Mukul Deora, pero la película no se hizo durante algunos años. Bahrani fue elegido para dirigir la adaptación y estaba ansioso por hacerlo, habiendo leído los primeros borradores de la novela incluso antes de su publicación. Filmado extensamente en Delhi de octubre a diciembre de 2019, The White Tiger se estrenó en Las Vegas el 6 de enero de 2021, y se proyectó en salas de cine limitadas en los Estados Unidos el 13 de enero. Fue lanzado a nivel mundial a través de la plataforma streaming Netflix el 22 de enero de 2021. The White Tiger recibió críticas positivas de los críticos que elogiaron su dirección, guion y las actuaciones del elenco. En la 93.ª edición de los Premios Óscar, la película fue nominada a Mejor Guion Adaptado.

## Sinopsis
Balram Halwai (Adarsh Gourav) narra su épico y humorístico ascenso de aldeano pobre a empresario exitoso en la India moderna. Astuto y ambicioso, nuestro joven héroe se abre camino para convertirse en piloto de Ashok (Rajkumar Rao) y Pinky (Priyanka Chopra), que acaban de regresar de Estados Unidos. La sociedad ha entrenado a Balram para que sea una sola cosa, un sirviente, por lo que se vuelve indispensable para sus ricos amos. Pero después de una noche de traición, se da cuenta de los extremos corruptos que irán para atraparlo y salvarse. A punto de perderlo todo, Balram se rebela contra un sistema manipulado y desigual para levantarse y convertirse en un nuevo tipo de amo.

## Reparto
- Adarsh Gourav como Balram Halwai / «Ashok Sharma»
- Rajkummar Rao como Ashok Shah, maestro de Balram
- Priyanka Chopra como Pinky Shah, la esposa de Ashok
- Mahesh Manjrekar como La cigüeña, el padre de Ashok
- Vijay Maurya como Mukesh «The Mongoose» Shah, el hermano mayor de Ashok
- Kamlesh Gill como Granny Kusum, la abuela de Balram
- Swaroop Sampat como el gran socialista
- Tawhid Rike Zaman como amigo de Balram
- Vedant Sinha como Dharam, sobrino de Balram
- Nalneesh Neel como Vitiligo Man

## Producción

### Origen
El productor Mukul Deora compró los derechos para la adaptación de la novela de 2008 del escritor indio Aravind Adiga The White Tiger, que trata sobre «un viaje extraordinario de un hombre que se hizo a sí mismo, desde un trabajador de una tienda de té en un pueblo hasta un exitoso empresario en una gran ciudad». Sin embargo, como no hubo directores elegidos por Deora, Adiga eligió a su amigo y director de la universidad, Ramin Bahrani, para dirigir la película. Bahrani había leído los borradores de la novela años antes de su publicación, y Deora dijo «Está muy dedicado a adaptarla en una película». Bahrani agregó «Es una historia épica que requirió mucho financiamiento, dinero y recursos para que se hiciera en India, eso no fue tan fácil cuando salió la novela». Inicialmente vendió los derechos de distribución a Netflix, ya que Bahrani afirmó que «tenía un apetito por las historias globales, por voces que no suelen estar representadas detrás de una cámara o frente a la cámara».
Cuando Priyanka Chopra se desplazó por Twitter, vio un titular que decía que se estaba preparando una adaptación cinematográfica de la novela. Llamó a su agente sobre la película para ofrecer su colaboración. Así, Chopra se desempeñó como una de las productoras ejecutivas de la película, bajo su estandarte Purple Pebble Pictures, junto a Prem Akkaraju, Ava DuVernay y Ken Kamins.

(El libro) tuvo un profundo efecto en mí. Me hizo sentir incómodo y me hizo pensar en una parte del mundo a la que nos desensibilizamos. Cuando leí el libro, me fascinó la perspectiva de la narrativa. La descripción de la historia de la ambición cruda y la medida en que uno llegará para lograr sus metas es fascinante.
Priyanka Chopra, sobre la coproducción de la película (en una entrevista con The Indian Express)

### Guion
Si bien Bahrani agregó y eliminó algunas secuencias y adaptó el personaje para la pantalla, la historia se mantiene en gran medida fiel a la novela. Dijo: «La parte más difícil fue recortar cosas, ya que amo mucho el libro. Pero cuando puse todo en el guion, ¡llegó a 200 páginas! Aravind me dio una gran cantidad de oro y cortarlo simplemente no es fácil.» Inicialmente, consideró actualizar la historia (ambientada en 2005) a un escenario más reciente, antes de abandonar la idea, ya que es una película de época. En la elaboración del guion, Baharani declaró: «Uno de los mayores cambios de hoy es esa cosa que tienes en la mano, la supercomputadora. En el mundo actual, Balram no estaría escribiendo correos electrónicos, probablemente estaría haciendo videos o Instagram. Esto es solo la segunda vez en mi vida que adapté un libro y quería ceñirme a él».

#### Selección del reparto
Bahrani rechazó a algunas estrellas establecidas para el papel de Balram: «Tuve la oportunidad de hablar con muchos actores, estrellas que quizás conozcas, estrellas de Bollywood que son increíbles. Pero en cierto momento, mientras estaba en India, sentí que el actor principal debería ser de India y preferiblemente desconocido. Simplemente sentí que coincidía con el personaje y la historia de un desvalido.» Rajkummar Rao también fue seleccionado para desempeñar un papel destacado en la película, junto con Priyanka Chopra, a pesar de ser coproductor. Antes de filmar, Bahrani pasó meses en la India, viajando en autobuses locales, visitando los lugares sobre los que había escrito Adiga y conociendo a decenas de personas, antes de finalmente conocer a Adarsh Gourav. Gourav se preparó para su papel viviendo de forma anónima en una aldea remota en Jharkhand y trabajando 12 horas al día lavando platos.

No quería ver a un actor rico y exitoso interpretando el papel de ese desvalido de la clase baja que va a hacer algo loco en la película. Y Adarsh (Gourav) simplemente me dejó alucinado en la audición… Tiene una gran sonrisa ganadora, es muy encantador y te agrada de inmediato. Pero si no prestas atención y lo miras de nuevo, él te apunta con un láser y no sabes lo que podría hacer, y yo necesitaba esa dualidad.
Ramin Bahrani, sobre el casting de Adarsh Gourav, como protagonista principal de la novela adaptada (en una entrevista con Radio Times)

### Filmación
Tanto Rajkummar como Chopra se prepararon para las secuencias, con los actores comenzando la sesión de lectura del guion, antes del inicio del rodaje. El rodaje principal de la película comenzó en octubre de 2019, con el elenco y el equipo presentes para el rodaje, excluyendo a Chopra, debido a su participación en la promoción de The Sky Is Pink (2019). Chopra se unió a los sets de rodaje de la película en Delhi, el 2 de noviembre de 2019. Mientras filmaba para la serie, Priyanka publicó su foto en Instagram, con una leyenda que decía que «es demasiado difícil disparar aquí», citando las condiciones climáticas y la contaminación del aire que prevalecen en la ciudad. The White Tiger, fue filmado principalmente en Delhi, sirviendo como el lugar principal. El rodaje de la película finalizó el 15 de diciembre de 2019.

## Banda sonora
La partitura original de The White Tiger está compuesta por Danny Bensi y Saunder Jurrians. Su álbum de bandas sonoras presenta recopilaciones reutilizadas de varias canciones de artistas independientes, que abarcan diferentes líneas de tiempo. Dos de las canciones «Akh Lar Gayee» y «O Murari Re», se utilizaron como montajes (canciones que acompañan a la trama). La película presenta una canción promocional «Jungle Mantra», que describe la vida del personaje de Balram (Adarsh Gourav). Interpretada por Divine, junto con los raperos estadounidenses Vince Staples, Pusha T y Jawadista, la canción fue lanzada el 15 de enero de 2021.
La partitura producida por Bensi y Jurrians, para la película, presenta temas y sonidos inspirados en la India. Rohan Naahar de Hindustan Times elogió la banda sonora del álbum diciendo «La película está impulsada por una banda sonora de hip-hop contundente y una energía frenética».
| Track listing |                              |          |  |
| N.º           | Título                       | Duración |  |
| 1.            | «Mundian To Bach Ke»         | 3:59     |  |
| 2.            | «Akh Lar Gayee»              | 3:27     |  |
| 3.            | «Get It Poppin»              | 3:26     |  |
| 4.            | «Feel Good Inc.»             | 3:43     |  |
| 5.            | «O Murari Re»                | 3:19     |  |
| 6.            | «Teri Baaton Mein»           | 4:08     |  |
| 7.            | «Mundian To Bach Ke» (Remix) | 3:42     |  |
| 8.            | «Jungle Mantra»              | 4:00     |  |
| 30:42         |                              |          |  |

## Lanzamiento
Un programa de prensa para The White Tiger se estrenó en Las Vegas el 6 de enero de 2021, y se estrenó en cines limitados en los Estados Unidos el 13 de enero de 2021. Luego se lanzó digitalmente a nivel mundial a través de Netflix el 22 de enero de 2021. Netflix informó que 27 millones de hogares vieron la película durante su primer mes y aparecieron en el Top 10 de la plataforma en 64 países diferentes.
El productor John Hart presentó una demanda contra los fabricantes, citando una infracción de derechos de autor. El productor afirmó que se firmó un acuerdo de subasta literaria entre él y el autor del libro Aravind Adiga en marzo de 2009 y debía convertirlo en una película digna de un Óscar para estrenarse en Hollywood, lo que no se materializó. Su declaración fue rechazada por el Tribunal Superior de Delhi, ya que no tenía pruebas para acudir al tribunal menos de 24 horas después de su liberación.

## Recepción
En el agregador de reseñas Rotten Tomatoes, la película tiene una calificación de aprobación del 91% según 164 reseñas, con una calificación promedio de 7.5 / 10. El consenso de los críticos del sitio web dice: «Bien interpretado y bellamente hecho, The White Tiger destila las fortalezas de su material original en un drama sombrío y convincente». En Metacritic, tiene un puntaje promedio ponderado de 76 sobre 100, basado en 39 críticos, lo que indica «críticas generalmente favorables».
Joe Morgenstern, de The Wall Street Journal, calificó la película de «divertida y feroz» y la describió como «una épica llena de entusiasmo bendecida con un ingenio de espada, un diálogo casualmente deslumbrante, una cinematografía magnífica y, en el centro de todo, una estrella sensacional que pasa por […] Adarsh Gourav». Calificando la película con 3.5 estrellas de 4, Michael Phillips de Chicago Tribune calificó la película como una «adaptación propulsora», escribiendo «El elenco aporta una ventaja y un impulso a la narración, mientras que el director de fotografía Paolo Carrera captura tanto el valor de la vida real como el glamur soñador y aspiracional de la educación poco sentimental de Balram». David Rooney de The Hollywood Reporter escribió: «Una inmersión en el abismo que separa a la clase sirviente de los ricos en la India contemporánea, el drama observa la corrupción en los niveles más altos y más bajos con su historia de inocencia perdida y las tornas cambiadas. Si simplemente hay demasiado incidente novelístico metido en la expansión dickensiana de la película, las actuaciones magnéticas de los tres protagonistas y los sorprendentes giros de la historia te mantienen absorto». Kevin Maher, de The Times, calificó la película con 4 de 5 estrellas, y la calificó como «un viaje en taxi vertiginoso y aturdido hacia el lado oscuro» y elogió la actuación de Chopra Jonas, calificándola de «impresionante».
Richard Lawson de Vanity Fair elogió la actuación y la dirección y el guion de Bahrani, diciendo que la película da vida a la célebre novela. En su reseña de 4 de 5 estrellas, Robbie Collin de The Telegraph escribió «un reloj impactante y propulsor, impulsado por una edición ágil y una banda sonora impulsada por el hip-hop que enfatiza que todavía hay mucha diversión cuando se tratan temas importantes de desigualdad y se está abordando la geopolítica». Bilge Ebiri, de la revista New York, llamó a la película «una brutal y poderosa historia de ambición, clase y corrupción» que «atraviesa fronteras y continentes, y también [...] penetra en el alma». Peter Bradshaw de The Guardian le dio a la película 4 estrellas de 5, describiéndola como una «sátira de sumisión y poder digna de Balzac» y escribió «Bahrani [se adapta y] también dirige con una tremenda energía narrativa». Clarisse Loughrey de The Independent opinó que la película era una «sátira oscura pero estimulante del capitalismo». Peter Travers de ABC News elogió la actuación «perfecta en todo el tono» y la dirección de Bahrani, escribiendo «Ramin Bahrani te mantiene al borde de tu asiento». Owen Gleiberman de Variety opinó que la película es «un estudio irónico de la psicología de la servidumbre», elogiando las actuaciones de Chopra Jonas y Gourav, a quien llamó «maravillosas». David Ehrlich de IndieWire le dio a la película una «B», calificándola de «thriller oscuramente cómico» y un «correctivo brutal» para Slumdog Millionaire (2008). K. Austin Collins de Rolling Stone le dio a la película 3 de 5 estrellas, escribiendo que la película era un drama capaz, convincente y actual, pero sufrió «por darnos una configuración que es más rica que el seguimiento». El crítico elogió las actuaciones de Gourav como «sencillas pero perfectas» y consideró que Rao y Chopra Jonas también ofrecieron actuaciones igualmente dignas. En una revisión mixta, A. O. Scott, de The New York Times, consideró la película «un cuento de la pobreza a la riqueza» y escribió: «La trama es animada y los escenarios capturados vívidamente por Bahrani y el director de fotografía, Paolo Carnera, pero los personajes no cobran vida. No están atrapados por los roles sociales prescritos sino por el diseño programático de la narrativa, que insiste en que muestra las cosas como realmente son. Si no fuera tan insistente, podría ser más convincente». Jesse Hassenger de The A.V. Club criticó la película por solo «tocar los temas y escenas clave sin encontrar un tono independiente», al tiempo que agregó que la narración que explica abiertamente repetidamente le quita las riendas a la actuación de Gourav. Baradwaj Rangan de Film Companion escribió: «Como en 99 Homes, Bahrani dirige con un ojo en la propulsión narrativa más que en la sutileza, pero el arco psicológico de Balram es apasionante y la película es compulsivamente visible».

## Premios y nominaciones
| Premio                          | Fecha               | Categoría                                      | Nominado(s)   | Resultado | Ref.   |
| ------------------------------- | ------------------- | ---------------------------------------------- | ------------- | --------- | ------ |
| Premios AACTA                   | 7 de marzo de 2021  | Mejor actor principal - Internacional          | Adarsh Gourav | Nominado  | [ 52 ] |
| Premios Óscar                   | 25 de abril de 2021 | Óscar al mejor guion adaptado                  | Ramin Bahrani | Nominado  | [ 53 ] |
| Asian World Film Festival       | 20 de marzo de 2021 | Estrella en Ascenso del Leopardo de las Nieves | Adarsh Gourav | Ganador   | [ 54 ] |
| Premios BAFTA                   | 11 de abril de 2021 | BAFTA al mejor actor                           | Adarsh Gourav | Nominado  | [ 55 ] |
| Premios BAFTA                   | 11 de abril de 2021 | BAFTA al mejor guion adaptado                  | Ramin Bahrani | Nominado  | [ 55 ] |
| Premios Independent Spirit      | 22 de abril de 2021 | Premio Independent Spirit al mejor actor       | Adarsh Gourav | Nominado  | [ 56 ] |
| Writers Guild of America Awards | 21 de marzo de 2021 | Mejor guion adaptado                           | Ramin Bahrani | Nominado  | [ 57 ] |